# Bygland
Bygland är en tätort och kyrkby som utgör centralort i Byglands kommun i Agder fylke i södra Norge. Orten ligger vid riksväg 9 på östra sidan av sjön Byglandsfjorden i Setesdalen. Här finns Byglands kyrka.

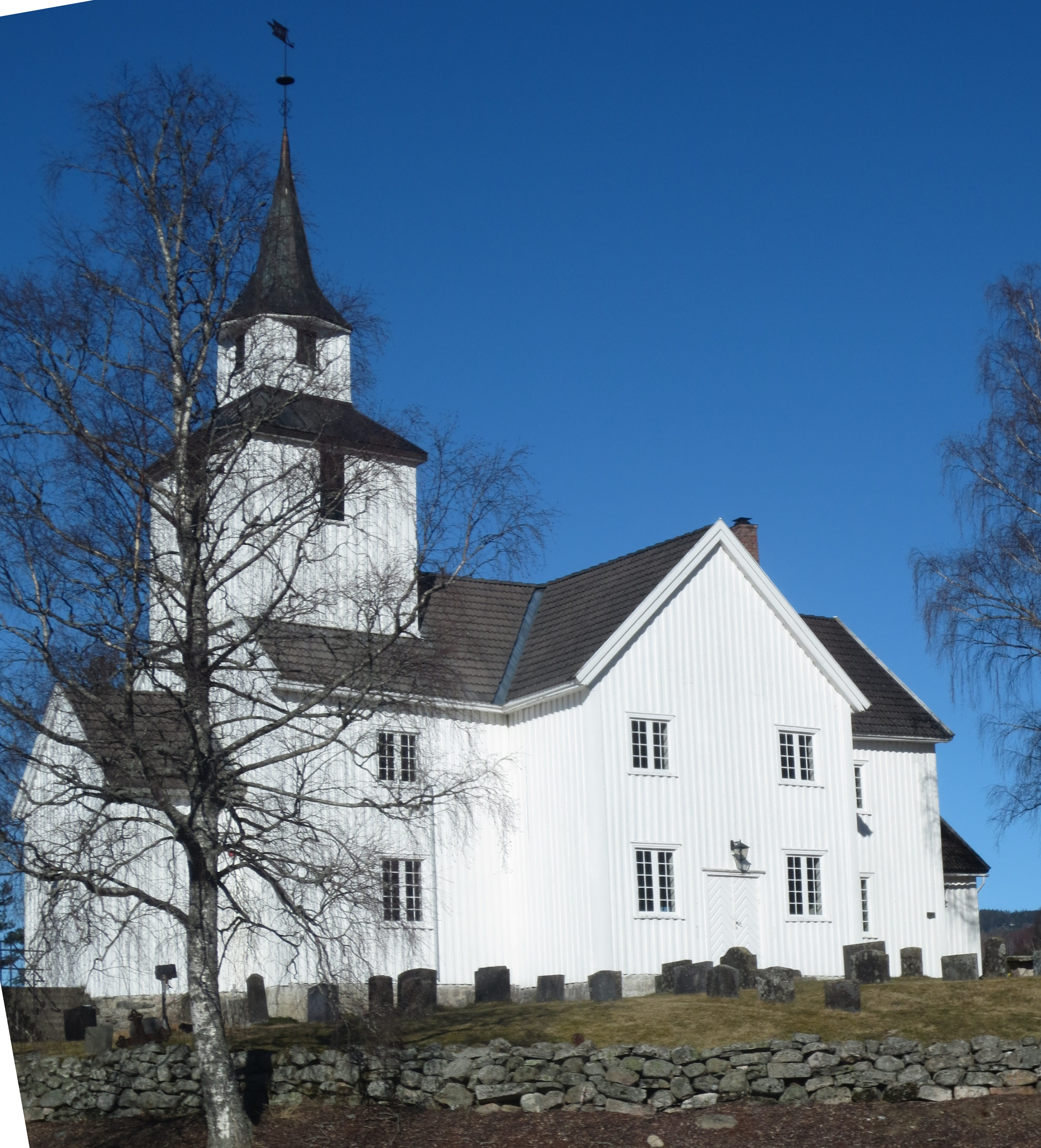
Byglands kyrka.